# قضية التمويل الأجنبي
قضية التمويل الأجنبي، هي قضية اتهم فيها القضاء المصري 43 ناشط ضمن المجتمع المدني من مصر والولايات المتحدة وألمانيا والنرويج ولبنان وفلسطين بإنشاء جمعيات أهلية دون ترخيص وبالحصول على تمويل أجنبي دون ترخيص.

## المتهمون
المتهمون في القضية 19 ناشطا أمريكيا من بينهم سام آدم لحود مدير مكتب المعهد الجمهوري الدولي في القاهرة ونجل وزير النقل الأمريكي راي لحود ومصريين وآخرين من ألمانيا والنرويج ولبنان وفلسطين. والمنظمات المتهمة هي المعهد الجمهوري الدولي الذي يشغل منصب مديره السيناتور الأمريكي جون ماكين والمعهد الديمقراطي الوطني الذي أسسته وزيرة الخارجية الأمريكية السابقة مادلين أولبرايت وفريدوم هاوس والمركز الدولي الأمريكي للصحفيين وتتلقّى كلّها تمويلات أمريكية فيدرالية. كذلك فإن مؤسسة كونراد أديناور الألمانية متهمة بالقضية أيضا.

## الاتهام
حسب التحقيقات حصل المعهد الجمهوري الدولي على 22 مليون دولار والمعهد الديمقراطي الوطني على 18 مليون دولار وفريدوم هاوس على 4.4 مليون دولار والمركز الدولي الأمريكي للصحفيين على ثلاثة ملايين دولار ومؤسسة كونراد أديناور الألمانية على 1.6 مليون يورو. ومُنع المتهمون من السفر إلى خارج مصر حيث أنّ سام لحّود ذهب لمطار القاهرة الدولي للسفر للخارج وتم منعه. ذهب المتهمون الأمريكيون لسفارة الولايات المتحدة في مصر وطلبوا اللجوء خوفا على سلامتهم الشخصية ولكن السفارة لم تعطهم حق اللجوء لأنها رأت أن لا شيء يهدد سلامتهم الشخصية. وبدأت محكمة جنايات شمال القاهرة في 26 فبراير أوّل جلسة للنظر في القضية وقد حضر كل المتهمين المصريين ال14 بينما تغيّب كل المتهمين الأجانب. وتنحّت هيئة محكمة جنايات شمال القاهرة عن النظر في القضية ل«استشعار الحرج» لذلك تم تأجيل المحاكمة ل26 أبريل القادم. وتم في 29 فبراير رفع حظر السفر للخارج عن المتهمين في القضية.

## ردود الفعل على الاتهام
الكونغرس الأمريكي: طالب بعض أعضاء الكونغرس بحجب المعونة الأمريكية لمصر.وفي 5 يونيو 2013 انتقد جون كيري وزير الخارجية الأميركي، الأحكام معتبر إياها بالمحاكمة السياسية التي تتناقض مع المبادئ العالمية للحرية المجتمعية.انتقد روبرت كولفيل المتحدث باسم المفوضة السامية لحقوق الإنسان بالأمم المتحدة الأحكام مشيرا إلى أنه يتابع تطورات القضية عن كثب.

## الأحكام بالبراءة
وفي 5 أبريل 2018 ألغتا محكمة النقض أحكاما بالحبس على 16 متهما، بينهم 3 أميركيين وقررت إعادة محاكمتهم.وفي 20 ديسمبر 2018 وبعد 7 سنوات كاملة من تفجير القضية قضت محكمة جنايات القاهرة ببراءة 40 متهماً في قضية التمويل الأجنبي، والتي تضم أميركيين وعربا وأجانب من جنسيات أخرى.وفي 22 أغسطس 2023 قررت السلطات المصرية رفع كافة القرارات المتعلقة بالمنع من السفر أو الوضع على قوائم الانتظار أو التحفظ على الأموال بشأن 75 منظمة في القضية. وفي 20 مارس 2024 وبعد 13 عاما من التحقيقات قضت محكمة استئناف القاهرة ببراءة 5 مراكز حقوقية من تهمة التمويل الأجنبي، هي: مركز المبادرة للدراسات والاستشارات، والشبكة العربية لمعلومات حقوق الإنسان، والمؤسسة العربية للإصلاح الجنائي العقابي، ومركز القاهرة لدراسات حقوق الإنسان، ومركز النديم للعلاج والتأهيل النفسي لضحايا العنف.